# فرنسيس جيمس روسكو
فرنسيس جيمس روسكو هو سياسي كندي، ولد في 1831 في ليفربول في المملكة المتحدة، وتوفي في 20 ديسمبر 1878 في فيكتوريا في كندا. حزبياً، نشط في Independent Liberal ‏ والحزب الليبرالي الكندي. وقد انتخب عضو مجلس العموم الكندي.